# Pókerarc (film)
A Pókerarc (eredeti cím: Poker Face) 2022-es amerikai filmthriller, amelynek forgatókönyvírója, rendezője és főszereplője Russell Crowe. A további szerepekben Liam Hemsworth és RZA látható.
A filmet 2022. november 16-án mutatták be korlátozott számú mozikban, majd 2022. november 22-én Video on Demand szolgáltatáson keresztül is megjelent.

## Cselekmény
Jake Foley, egy techmilliárdos, magas tétekkel járó pókerestet rendez gyerekkori barátaival. Ahogy az este halad előre, kiderül, hogy valójában azt akarja, hogy a barátai felfedjék egész életük során rejtegetett titkaikat. Mikey bevallja, az élete nyomorúságos, ezért hozott magával egy fegyvert, amivel le akarja lőni magát. Alex felfedi, hogy viszonya van Jake feleségével, míg Paul elárulja, anyagi problémái miatt információkat adott ki Jake életéről a bátyjának, Victornak, ezzel rendezve adósságát. A helyzet elfajul, amikor Victor megpróbálja kirabolni Jake házának műtárgyait, azonban Jake családja váratlanul hazaér. A barátok kénytelenek összefogni a túlélés érdekében. Végül Jake elárulja Victornak, hogy mérget tett egy borospohárba, amelyből Victor ivott. Bár az elfogyasztott adag önmagában nem volt halálos, Victor bedől Jake trükkjének. Amikor Jake azt állítja, hogy van ellenszere, Victor elfogadja a halálos adag mérget, ezzel végleg elveszítve az esélyét a túlélésre.

## Szereplők
| Szerep            | Színész             | Magyar hang       |
| ----------------- | ------------------- | ----------------- |
| Jake Foley        | Russell Crowe       | Csernák János     |
| Michael Nankervis | Liam Hemsworth      | Nagypál Gábor     |
| Andrew Johnson    | RZA                 | Schneider Zoltán  |
| Nicole Foley      | Brooke Satchwell    | Pikali Gerda      |
| Alex Harris       | Aden Young          | Czvetkó Sándor    |
| Paul Muccino      | Steve Bastoni       | Tarján Péter      |
| Sam McIntyre      | Daniel MacPherson   | Kovács Lehel      |
| Victor            | Paul Tassone        | Borbiczki Ferenc  |
| Penelope          | Elsa Pataky         | Németh Borbála    |
| Shaman Bill       | Jack Thompson       | Papp János        |
| Billy             | Matt Nable          | Rába Roland       |
| Styx              | Benedict Hardie     | Karácsonyi Zoltán |
| Doktor            | Jacqueline McKenzie |                   |
| Rebecca Foley     | Molly Grace         |                   |

### Magyar változat
- Magyar szöveg: Petőcz István
- Vágó: Kránicz Bence
- Hangmérnök: Fülöp Gergely
- Gyártásvezető: Újréti Zsuzsa
- Szinkronrendező: Csere Ágnes
- Produkciós vezető: Dallos Miklós

A szinkront az Iyuno Hungary készítette el.

## Bemutató
A filmet 2022. november 16-án mutatták be korlátozott számban a nemzetközi mozikban, a Screen Media november 22-én VOD-on is elérhetővé tette az Amerikai Egyesült Államokban és Kanadában.

## Fogadtatás

### Bevételi adatok
A Pókerarc 2,6 millió dolláros bevételt ért el a nemzetközi mozikban a korlátozott számú mozibemutató során.

### Kritikai visszhang
A Rotten Tomatoes weboldalon 9%-os értékelést kapott 34 kritika alapján, az átlagosan értékelése 4,2 pont a tízből. A honlapon a konszenzus a következőképpen hangzik: „Ahogy Kenny Rogers mondotta, tudnod kell, mikor kell bedobni – ezt a figyelmeztetést Russell Crowe-nak is figyelembe kellett volna vennie, amikor megkapta a Pókerarc forgatókönyvét.” A Metacritic oldalán 10 kritikus alapján 100-ból 43 pontot ért el a film, ami „vegyes vagy átlagos” értékelést eredményezett.
A Common Sense Media 5-ből 3 csillagot adott a filmre, míg Glenn Kenny a RogerEbert.com-tól 2 csillagot, mondván: „Még ha érezni is lehet, hogy Crowe bizonyos jelenetekben jól szórakozik a kamerabeállításoknál, a Pókerarc egyszerre sok, ugyanakkor nem túl kevés.”